# Frankie Gómez
Jesús Francisco Gómez (conocido como Frankie Gómez; Los Ángeles, 4 de febrero de 1992) es un deportista estadounidense que compitió en boxeo.
Ganó una medalla de plata en el Campeonato Mundial de Boxeo Aficionado de 2009, en el peso superligero.
En abril de 2010 disputó su primera pelea como profesional. En su carrera profesional tuvo en total 21 combates, con un registro de 21 victorias y 0 derrotas.

## Palmarés internacional
| Campeonato Mundial | Campeonato Mundial | Campeonato Mundial | Campeonato Mundial |
| Año                | Lugar              | Medalla            | Categoría          |
| ------------------ | ------------------ | ------------------ | ------------------ |
| 2009               | Milán (Italia)     | Medalla de plata   | 64 kg              |